# ۶۴۰ (خورشیدی)
۶۴۰ ششصد و چهلمین سال هجری خورشیدی است.